# サンシティ (アリゾナ州)

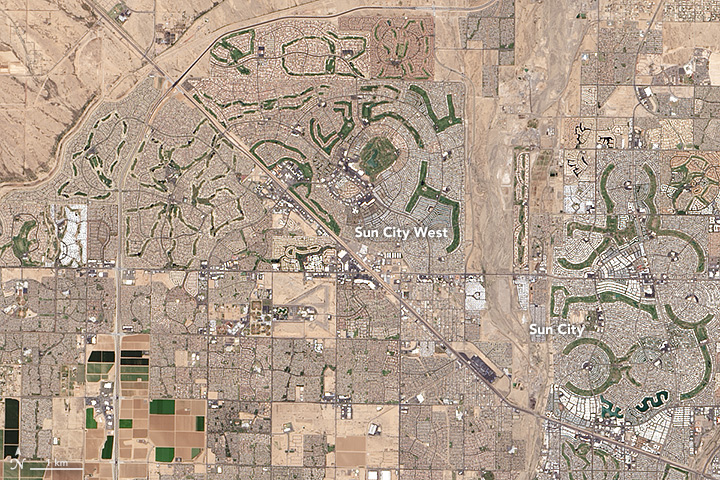
上空から

サンシティ（Sun City）は、アメリカ合衆国アリゾナ州のマリコパ郡内にある国勢調査指定地域（CDP）である。フェニックス都市圏に含まれる。人口は3万9931人（2020年）。
冬を温暖な南部などで過ごすアメリカ北部、中西部、カナダなどの人々向けのシニアタウン（退職後のコミュニティ）のひとつである。これらの人々は「スノウバード」（Snowbird）と呼ばれる。

## 歴史
1960年にアリゾナ州の砂漠に作られた計画都市である。アメリカの不動産会社、デル・ウェブ（Del Webb 、コンピュータ会社のDELLとは無関係、綴りに注意、Lはひとつ）が主導した。
サンシティという呼称は「高齢者主体の町」というコンセプトを表す呼び名で、55歳以上の高齢者を主要な顧客としていた。町の規模は意図的に小規模に抑えられているが、病院、教会、ショッピングセンターに図書館、テニス場、ボウリング場やスポーツ公園など生活に必要な機能は全て備えている。それらの施設ではここに住む高齢者が働いている。近在にアリゾナ州立大学がある。
デル・ウェブは、こうした高齢者の町をアリゾナ州内に8ヵ所ほど建設し、それらの町には約10万人が住んでいる。高齢者人口が増えつつある今、日本国内でも高齢者を対象にしたマンション、アパートの建設、販売が目に付くようになり始め、興味深い例として注目され始めている。

## 地理

マリコパ郡内の位置

サンシティは北緯33度36分51秒 西経112度16分55秒 / 北緯33.61417度 西経112.28194度 (33.614238, -112.281925)に位置している。西側にサンシティ・ウエストという双子都市がある。
アメリカ合衆国統計局によると、この CDP は総面積37.8 km2 (14.6 mi2) である。このうち37.6 km2 (14.5 mi2) が陸地で0.2 km2 (0.1 mi2) が水地域である。総面積の0.62%が水地域となっている。

## 人口動勢
2000年の国勢調査で、この CDP は人口38,309人、23,490世帯、及び12,520家族が暮らしている。人口密度は1,019.4/km² (2,639.5/mi²) である。737.9/km² (1,910.7/mi²) の平均的な密度に27,731軒の住宅が建っている。この CDP の人種的な構成は白人98.44%、アフリカン・アメリカン0.51%、先住民0.13%、アジア0.30%、太平洋諸島系0.03%、その他の人種0.16%、及び混血0.44%である。人口の1.00%はヒスパニックまたはラテン系である。
この CDP 内の住民は0.4%が18歳未満の未成年、18歳以上24歳以下が0.3%、25歳以上44歳以下が2.0%、45歳以上64歳以下が17.5%、及び65歳以上が79.8%にわたっている。中央値年齢は75歳である。女性100人ごとに対して男性は69.9人である。18歳以上の女性100人ごとに対して男性は69.8人である。
この CDP の世帯ごとの平均的な収入は32,508米ドルであり、家族ごとの平均的な収入は40,464米ドルである。男性は35,459米ドルに対して女性は26,453米ドルの平均的な収入がある。この CDP の一人当たりの収入 (per capita income) は25,935米ドルである。人口の4.6%及び家族の2.5%は貧困線以下である。全人口のうち18歳未満の0.0%及び65歳以上の4.3%は貧困線以下の生活を送っている。